# Rhodophoneus
Rhodophoneus là một chi chim trong họ Malaconotidae.